# Leopoldo López
Leopoldo Eduardo López Mendoza (Caracas, 29 aprile 1971) è un politico e attivista venezuelano.
Ha co-fondato il partito politico Primero Justicia nel 2000 con Henrique Capriles Radonski e Julio Borges ed è stato eletto sindaco di Chacao alle elezioni regionali tenutesi nel luglio 2000. È il coordinatore nazionale e fondatore dal 2009 di Voluntad Popular, un partito affiliato all'Internazionale Socialista.

## Biografia
López nel 2004 è stato allontanato da qualsiasi carica pubblica statale per sei anni (a partire dal 2008, termine del suo mandato come sindaco, fino al 2014), a seguito di alcune accuse di nepotismo e appropriazione indebita di fondi. I gruppi di opposizione in Venezuela hanno criticato tali accuse, giudicandole infondate. I sostenitori di López hanno dichiarato che non è mai stato accusato ufficialmente di alcun reato. Per queste accuse ha citato in giudizio lo stato venezuelano e il suo caso è stato esaminato dalla Corte interamericana dei diritti umani, che ha emesso una sentenza unanime a suo favore. Quella sentenza è stata ignorata dai funzionari venezuelani.
Fu arrestato il 18 febbraio 2014 e accusato di incendio doloso e cospirazione; era stato accusato anche di omicidio e terrorismo, ma tali accuse sono state ritirate. È stato successivamente imprigionato nel carcere militare di Ramo Verde. Nel settembre 2015 è stato riconosciuto colpevole di istigazione pubblica alla violenza attraverso presunti messaggi subliminali ed è stato condannato a 13 anni e 9 mesi di carcere. Dopo essere stato imprigionato per oltre tre anni è stato trasferito agli arresti domiciliari l'8 luglio 2017. Il 1º agosto 2017 è stato prelevato dalla sua abitazione dagli agenti del SEBIN (l'agenzia di intelligence Venezuela) e per un breve periodo è stato nuovamente imprigionato a Ramo Verde. Da allora López è tornato a casa ed è rimasto agli arresti domiciliari dal 5 agosto 2017 fino al 30 aprile 2019, quando è stato liberato da soldati fedeli a Juan Guaidó, autoproclamatosi presidente ad interim del Venezuela. Dopo la liberazione si è rifugiato dapprima presso l'ambasciata cilena e poi il 1º maggio in quella spagnola. Il 24 ottobre 2020 fonti del partito annunciano che Lòpez ha lasciato il paese, per recarsi in Colombia e continuare il proprio operato politico dall'estero.